# Anna Ambrożuk
Anna Ambrożuk (ur. 23 sierpnia 1979) – polska lekkoatletka, która specjalizowała się w skoku o tyczce.

## Kariera
Podczas rozegranych w 1999 w Krakowie mistrzostw Polski seniorów zdobyła brązowy medal z wynikiem 3,50 m. Złota medalistka młodzieżowych mistrzostw kraju.

## Rekordy życiowe
- Skok o tyczce – 3,80 (2000)